# Zabar
Zabar is een plaats (község) en gemeente in het Hongaarse comitaat Nógrád. Zabar telt 574 inwoners (2002). Tot 1920 behoorde het dorp tot het Hongaarse comitaat Gömör és Kis-Hont. Toen dat in 1920 vrijwel volledig aan Tsjechoslowakije werd toegewezen bleef Zabar wel binnen Hongarije. Bij grenscorrecties werd het toegewezen aan Nógrád.